# Ghiaraïta
La ghiaraïta és un mineral de la classe dels halurs. Rep el nom en honor a Maria Rosaria Ghiara (n. 1948), responsable del Real Museo Mineralògic de Nàpols i del Centro Musei delle Scienze Naturali e Fisiche dell’Università degli Studi di Napoli Federico II. Ghiara va iniciar un programa per promoure col·laboracions científiques per obtenir nova informació sobre els minerals emmagatzemats del volcà Vesuvi en els darrers 200 anys.

## Característiques
La ghiaraïta és un clorur de fórmula química CaCl₂(H₂O)₄. Cristal·litza en el sistema triclínic. La combinació de la seva reduïda mida i la sensibilitat a la humitat no ha permès realitzar una millor caracterització física o òptica.
L'exemplar que va servir per a determinar l'espècie, el que es coneix com a material tipus, es troba conservat Real Museu de Nàpols, a Itàlia, amb el número de registre: 16986e5525.

## Formació i jaciments
Va ser descoberta al volcà Vesuvi, situat a la loclaitat de Nàpols (Campània, Itàlia), on es troba en forma de grans isomètrics molt petits, de fins a 5–6 μm de llarg, íntimament barrejats amb clorocalcita, i associada també a hematites, silvita i halita. Aquest volcà és l'únic indret de tot el planeta on ha estat descrita aquesta espècie mineral.